# ريشارد كون
ريشارد كون (بالألمانية: Richard Kuhn) هو عالم كيمياء حيوية نمساوي-ألماني ولد في 3 ديسمبر 1900 في فيينا وتوفي في 1 أغسطس 1967 في هايدلبرغ.
ترعرع ودرس في فيينا. قرر دراسة الكيمياء سنة 1918 عندما التحق بجامعة فيينا وأكمل دراسته بميونخ عند ريشار فيلشتاتر، المتحصل على جائزة نوبل سنة 1915، وتحصل على الدكتوراه سنة 1922 وكان موضوعها عن الإنزيمات.
بعد تخرجه عمل في ميونخ وبعد ذلك في مدرسة الفنون والعلوم الفيدرالية ببازل ومن ثم في جامعة هايدلبرغ سنة 1937. تزوج من دايزي هارتمن سنة 1928 وأنجبا أربع بنات وولدين.

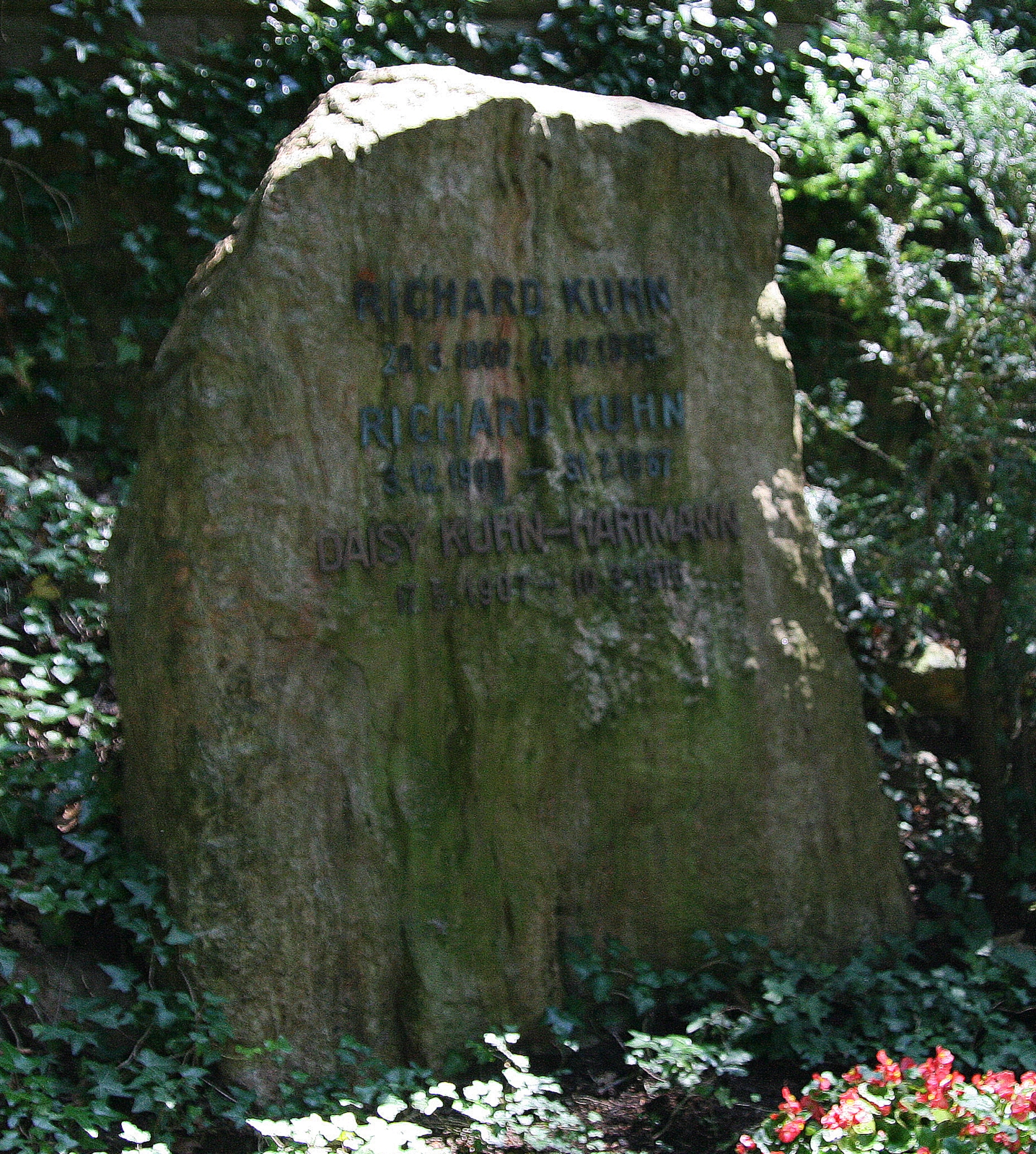
قبر كوهن في هايدلبرغ

حصل على جائزة نوبل في الكيمياء سنة 1938 لإنجازاته المتعلقة بالفيتامينات.

## روابط خارجية
- ريشارد كون على موقع الموسوعة البريطانية (الإنجليزية)
- ريشارد كون على موقع مونزينجر (الألمانية)
- ريشارد كون على موقع إن إن دي بي (الإنجليزية)